# Заслужений професор
"Заслужений" ("Заслужений професор") - почесне звання, яке присвоювалося з 1804 в Російській імперії (1721-1917) ординарним і екстраординарним професорам вищих навчальних закладів - університетів, інститутів, академій - і було поєднане. Звання давало викладачеві право зберегти вислужену їм пенсію у повному розмірі понад платню при службі поза університетом, академією чи інститутом.

## Історія
Звання почало присвоюватися професорам Імператорського Московського університету за 25 років бездоганної служби з призначенням пенсії у розмірі річного окладу .
У духовних академіях для отримання звання заслуженого професора була потрібна вислуга 25 років на посаді штатного викладача в академії.
В Імператорській медико-хірургічній академії достатньо вислуги 25 років у навчальному складі академії чи інших вищих навчальних закладів.
У військових академіях (військово-юридичної, Генерального штабу та ін.) звання заслуженого професора отримують професори, які набули права на повну пенсію на навчальній службі та прослужили притому не менше 10 років на посаді професора. Заслужені професори військових академій зберігали декларація про отримання пенсії на службі як і академії, і поза нею.